# Cereus pedunculatus
Cereus pedunculatus o la anémona margarita es una especie de anémona de mar de la familia Sagartiidae. Se encuentra a baja profundidad en el nordeste del océano Atlántico y en el mar del norte así como en el mar mediterráneo. Es una especia de anémona omnívora, depredatora y carroñera.

## Descripción
C. pedunculatus tiene una base que en ocasiones contiene volantes al borde. Es más ancho que el tronco qué está cubierto con puntos pequeños y puede ser de color crema, rosa, marrón o violeta. El tronco puede ser en forma de pecíolo de una altura de hasta diez centímetros o en forma de trompeta. En ambos casos se puede contraer en forma de montículo con tentáculos salientes. El disco oral puede llegar a los siete centímetros de ancho o incluso sobrepasarlos. Tiene más de 500 tentáculos cortos y flácidos, que pueden ser de un único color o en rayas o puntos salteados.

## Distribución y hábitat
C. pedunculatus se encuentra en el nordeste del océano Atlántico hasta las Azores hacia el sur, en el mar del Norte y el mar Mediterráneo en profundidades de hasta 50 metros. También es frecuente en las costas del sur y occidentales de las islas británicas. Pueda crecer en pozas de marea, a menudo con la base y la columna encubiertas en una grieta, o también en grava barrosa anclado a una piedra u otro objeto subterráneo. En este caso, los tentáculos son la única parte que sobresale y el animal entero se puede enterrarr en el substrato si lo amenaza algún peligro.